# 灰绿报春
灰绿报春（学名：Primula cinerascens），为报春花科报春花属下的一个植物种。